# Jinchengjiang
Jinchengjiang (chinesisch 金城江区, Pinyin Jīnchéngjiāng Qū; Zhuang Ginhcwngzgyangh Gih) ist ein chinesischer Stadtbezirk der bezirksfreien Stadt Hechi im Autonomen Gebiet Guangxi der Zhuang-Nationalität. Er hat eine Fläche von 2.347 km² und zählt 350.700 Einwohner (Stand: 2018).

## Administrative Gliederung
Auf Gemeindeebene setzt sich der Stadtbezirk aus einem Straßenviertel, sieben Großgemeinden und vier Gemeinden zusammen.